# IC 4791
IC 4791 ist eine elliptische Galaxie vom Hubble-Typ E im Sternbild Herkules am Nordsternhimmel. Sie ist schätzungsweise 218 Millionen Lichtjahre von der Milchstraße entfernt.
Das Objekt wurde am 1. April 1899 von Sherburne Burnham entdeckt.